# Ferrero Rocher
Els Ferrero Rocher són uns bombons de la casa Ferrero que contenen avellanes i ametlles. A banda de la recepta original, hi ha els Ferrero Rocher Garden amb varietats com farcit de llimona o festucs.
S'associen al luxe entre els dolços, idea reforçada per l'embolcall daurat i pels anuncis televisius, protagonitzats per personatges famosos i rodats en un ambient aristocràtic. La model catalana Judit Mascó participà en alguns d'ells.

## Història de la gianduja
La gianduja va néixer al Piemont el 1806. La seva creació s'atribueix als pastissers torinesos, que davant l'escassetat de cacau que es patia al Regne de Sardenya-Piemont, a causa del bloqueig econòmic ordenat per Napoleó contra els productes de manufactura britànica, en vigor fins al 1813, van combatre aquestes restriccions substituint part del cacau utilitzat en les seves xocolates, per pasta d'avellana de Langhe per, més barata i abundant a la zona.
Els xocolaters Michele Prochet i Paul Caffarel, propietaris de la xocolateria Caffarel, van perfeccionar la recepta el 1852 torrant les avellanes i molent-les.

## Consum
Se solen menjar durant el Nadal o bé per celebrar alguna festa important. Tanmateix, a causa de la seva política de qualitat, Ferrero no comercialitza els Ferrero Rocher i els Mon Chéri en alguns establiments durant l'època més càlida de l'any per evitar que la xocolata es fongui.

## Productes relacionats
- El gelat de xocolata i avellana del mateix nom, té origen a Suïssa, de la mateixa forma que la fondue Gianduja. Un producte relacionat és la Nutella de Ferrero, que originàriament es va anomenar Pasta Gianduja com a estratègia comercial per atraure els nens.
- Els Gianduiotti, marca registrada de Caffarel, són una especialitat torinesa en forma de bombons de xocolata d'aspecte semblant a un pot girat del revés, elaborats amb una barreja de cacau i pasta d'avellana.